# Ferruccio Maruffi
Raffaele (Ferruccio) Maruffi (Grugliasco, 4 marzo 1924 – Torino, 9 ottobre 2015) è stato uno scrittore italiano la cui scrittura è stata segnata dall'esperienza nel campo di concentramento di Mauthausen.

## Biografia
Ferruccio Maruffi era di famiglia medio-borghese di orientamento antifascista. Divenne disegnatore meccanico. Si unì alla resistenza e divenne membro delle Brigate Garibaldi, nella formazione attiva nelle valli di Lanzo. Fu arrestato a Bracchiello, una frazione di Ceres, l'8 marzo 1944 durante un rastrellamento. Venne detenuto prima a Lanzo, poi nel carcere Le Nuove di Torino. Fu trasferito a Bergamo e deportato al campo di concentramento di Mauthausen con il trasporto Tibaldi n. 34 partito il 16 marzo 1944 e arrivato a Mauthausen il 20 marzo 1944. Su questo treno c'erano 245 deportati da Torino, tra di loro 31 operai della Fiat, 157 da Milano, 34 da Genova e Savona. I restanti 127 venivano da varie parti della Lombardia. A Mauthausen fu classificato come "Schutzhäftling" (prigioniero in "custodia protettiva").  Gli venne assegnato il numero di matricola 58973. Dichiarò di essere un disegnatore tecnico professionale. Fu trasferito nel sottocampo di Gusen I, ma lavorò alla costruzione di Gusen II. Eseguì anche altri compiti in altri sottocampi, prima a Schwechat e Floridsdorf (allora entrambi entro i confini di Vienna), poi nuovamente a Mauthausen e infine a Gusen II. Venne liberato il 5 maggio 1945 dalle truppe americane.
Rientrò in Italia nel giugno del 1945. Tornato a casa apprese della morte del padre Giuseppe, anche lui partigiano garibaldino, assassinato dai nazisti e fascisti a Robilante il 20 dicembre 1944. Per molti anni si sottopose a cure per le malattie che aveva contratto durante i trasporti e i lavori forzati nei campi di concentramento. Partecipò alla fondazione dell'ANED e divenne uno dei più importanti testimoni dei delitti nazisti. Fu a lungo presidente dell'ANED di Torino. Scrisse numerosi articoli di giornale e qualche libro. Proseguì con le testimonianze nelle scuole ed altri eventi fino agli ultimi anni di vita. 

## Opere
- Ferruccio Maruffi, Codice Sirio. I racconti del Lager, 1986, Edizioni Piemme, Casale Monferraro
- Ferruccio Maruffi, Fermo posta Paradiso (lettere nell'aldilà), Carrù (CN), "La Stamperia", 2008
- Ferruccio Maruffi in Primo Levi. Il presente del passato. Giornate internazionali di studio, Alberto Cavaglion (cur.), Milano, FrancoAngeli, Storia, 1991, pp. 213–23, [Intervista di Federico Cereja a Ferruccio Maruffi su Primo Levi]